# Wendo
Wendo är en ort i Etiopien.   Den ligger i regionen Sidama, i den centrala delen av landet, 270 km söder om huvudstaden Addis Abeba. Antalet invånare är 12 945.